# Sulzbach-Rosenberg
Sulzbach-Rosenberg er en by i Landkreis Amberg-Sulzbach i Oberpfalz i den tyske delstat Bayern, der ligger cirka 50 km øst for Nürnberg. Byen blev dannet i 1934 ved en sammenlægning af byen Sulzbach og kommunen Rosenberg og var indtil 1972 administrationsby i landkreis Landkreis Sulzbach-Rosenberg.

## Geografi
Sulzbach-Rosenberg ligger i den østlige ende af Fränkische Alb i Jurabjergene. Det historiske centrum i Sulzbach, med det største slotsanlæg i Nordøstbayern, ligger på en klippe over floden Rosenbach, der løber ud i Vils ved Amberg.
Byområdet går i øst-vestretning; i vest ligger centrum med byddelen Sulzbach, og mod øst bydelen Rosenberg.